# A Patra Revoluție Industrială
Industrializarea 4.0  este numele unui Consiliu de Cercetare al Guvernului Federal German și al unui proiect de strategie privind viziunea tehnică de viitor a aceluiași guvern. Ca o consecință a luat naștere și o Platformă de Cercetare cu același nume. Producția industrială de viitor se va dezvolta în simbioză cu tehnica modernă de informație și comunicare. Baza tehnică pentru realizarea acestui scop o constituie sistemele digitale interconectate. Aceste sisteme fac posibilă în Industrializarea 4.0 o producție auto-organizată în care operatorii, mașinile, instalațiile, logistica și produsul comunică și cooperează unele cu altele nemijlocit împreună. Interconectarea va face posibil un salt de la supravegherea unui mic segment de producție în auto-organizarea  unui lanț întreg până la nivelul unei întreprinderi. Rețeaua va trebui sa includă toate fazele unui produs: de la idee, trecând prin procesele de proiectare și producție, incluzând logistica și calculația, urmărirea utilizării produsului și a service-ului până la reciclare.

## Denumire
Termenul de „Industrializare 4.0” are ca scop să inițializeze a patra Revoluție industrială. Prima Revoluție industrială a fost mecanizarea cu puterea apei și aburului, urmată de a doua Revoluție industrială: producție de masă, cu ajutorul benzilor rulante acționate de energia electrică și, ulterior, cea de-a treia Revoluție industrială sau Revoluția digitală cu utilizarea de produse electronice și IT (vezi și comanda cu conexiuni programabile) pentru automatizarea producției. Cu expresia „4.0” se face referire la cazul produselor Software (Programe), care de obicei la schimbări majore denumesc o nouă versiune, prima cifră din numărul de versiune este incrementat cu unu și, în același timp, cea de-a două cifră începe de la zero.
Alegerea denumirii este criticată de către unii. Termenii Prima, a Doua și a Treia Revoluție industrială s-au format din punct de vedere istoric, în retrospectivă. Numărul 4.0 este o trimitere la revoluțiile precedente și vrea să arate că schimbările preconizate au aceeași importanță. Autorul Wolfgang Halang a criticat denumirea de cea de-a patra Revoluție industrială, ca ”umflată și nu chiar serioasă” și se referă la Rainer Drath: „ceea ce este remarcabil este faptul că, pentru prima dată, o Revoluție industrială a fost proclamată chiar înainte ca aceasta să fi avut loc”. Întrucât baza tehnologică, micro-electronica, este cea existentă și la cea de-a treia Revoluție industrială, cercetătorul industrial Hartmut Hirsch-Kreinsen vorbește de o „a doua Etapă de digitalizare”.

## Principii organizatorice
Industrializare 4.0 este un concept organizatoric care constă din patru  principii organizatorice de bază. Aceste principii sprijină companiile în identificarea și punerea în aplicare a scenariilor Industrializării 4.0.
- Interconectare: mașini, dispozitive, senzori, și oameni pot fi legați în rețea și pot comunica  pe Internet de mașină sau de pe Internet între oameni.
- Transparența informațiilor: datele livrate de senzori extind sistemele de informații digitale de modele de fabricație pentru a crea o imagine virtuală a lumii reale.
- Asistență tehnică: sisteme de asistență sprijină oamenii cu ajutorul informațiilor colectate, vizualizate și ușor de înțeles. Astfel se pot lua rapid decizii fundamentate în cazul apariției problemelor. În plus, sunt sprijinite persoanele care fac efort fizic excesiv sau periculos.
- Decizii descentralizate: sistemele cibernetice sunt capabile să ia decizii și să rezolve autonom problemele. Numai în cazuri excepționale, de exemplu, în caz de interferență sau de conflicte de interese, se transmit semnale la un nivel superior.

## Istoricul și promotorii
Noțiunea de Industrializare 4.0 a fost utilizată de Henning Kagermann, Wolf-Dieter Lukas und Wolfgang Wahlster pentru prima dată la Expoziția de la Hanovra în anul 2011. În octombrie 2012 au fost prezentate Guvernului Federal propunerile de punere în aplicare a acestui concept, iar la 14 aprilie 2013 a fost prezentat tot la Expoziția de la Hanovra Raportul final cu titlul: Recomandări de punere în aplicare a proiectului de persectivă: Industrializarea 4.0. Cercul de lucru pentru acest concept a fost condus de Siegfried Dais (Robert Bosch GmbH) și Henning Kagermann (acatech).

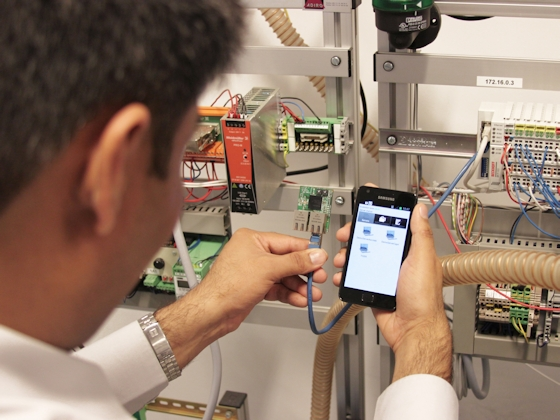
Comunicația neîntreruptă de la senzor până la Internet este condiția fundamentală pentru Industrializarea 4.0 (Sursa: Institutul pentru tehnica de informații industriale)

Grupa de promotori a Consiliului de Cercetare Federal a rămas și pe mai departe activ după predarea Recomandărilor în Grupa de Lucru Industrializare 4.0, o comisie care include experți ai Bitkom, VDMA und ZVEI. Grupa de lucru a fost lărgită în continuare cu alți experți și se află sub egida Ministerelor Economiei și Energiei, precum și Învățământ și Cercetare. Scopul acestei Grupe de lucru este de a dezvolta mai departe noțiunea de Industrializare 4.0 în dialog cu sindicatele, întreprinderile, unitățile științifice și reprezentanții politici.

## Importanță
Caracteristic în domeniul Industrializării 4.0 este o mare adaptabilitate: de la producția de unicate până la producția de mare serie și de masă.  Tehnica de automatizare pentru Industrializarea 4.0 trebuie să fie mult mai inteligentă utilizând proceduri de auto optimizare, de autoconfigurare și de auto diagnoză, fiind în măsură să sprijine și să asiste operatorul uman la munci complexe și dificile atât tehnic cât și fizic.  Studii științifice au stabilit un mare potențial de reducere a ciclului de producție, o creștere a gradului de automatizare, posibilitatea realizării unor produse de mare tehnicitate în serie limitată și de asemenea o utilizare eficientă a numeroase date de producție care până în prezent nu au fost exploatate. 
Germania este prin orientarea sa spre producția de export foarte interesată de succesul acestei inițiative, atât ca utilizator cât și ca exportator, în calitatea sa de producător de linii complete de fabricație. Întreprinderi ca Robert Bosch GmbH și-au stabilit deja acest scop pentru viitorul apropiat.

## Cerințe
Grupa de lucru Industrializare 4.0 are ca scop să impulsioneze fuzionarea tehnologiilor de informație tehnologică cu tehnologiile de producție clasice și astfel să deschidă calea spre noi produse inovative de înaltă tehnicitate. Acest scop presupune însă un mare volum de muncă. Este necesară dezvoltarea de noi Normative și Standarde, pentru a facilita comunicarea între om și mașină. Informațiile au o importanță covârșitoare, motiv pentru care sunt văzute de unii autori ca nouă "materie primă".  Două teme devin în această fază foarte importante: siguranța informației și dreptul de proprietate asupra datelor. Există numeroase probleme juridice care trebuie încă clarificate. Tema Industrializării 4.0 va fi în continuare foarte mult dezbătută atât în cercurile de specialitate cât și în societate până la găsirea unui consens. Legat de aceasta este necesară adaptarea calificării personalului la toate nivelele corespunzător situației apărute.

## A patra revoluție industrială în alte țări
Noțiunea "Industrie4.0" tradusă în română ca "Industrializare 4.0" este o denumire germană. Inițiative similare de a defini actuala dezvoltare industrială există însă și în multe alte țări. În USA există „Industrial Internet Consortium“, pe scurt IIC. Acest consorțiu a fost inițiat în martie 2014 de AT&T, Cisco, General Electric, IBM și Intel. Acest consorțiu este o organizație non-profit, care până la începutul anului 2016 avea deja peste 200 de membri, între care se află și întreprinderi străine. Scopul este să fie dezvoltate noi tehnologii interconectate și asta nu numai în domeniul industrial. IIC este interesată în toate domeniile de activitate (inclusiv servicii). În Japonia există o inițiativă similară sub denumirea „Industrial Value-Chain Initiative“, pe scurt IVI, creată de mari întreprinderi japoneze. China a demarat în primăvara anului 2015 de asemenea o astfel de inițiativă. În Franța inițiativa există de asemenea sub denumirea: „Industrie du futur“, Industria viitorului.